# Колгоспник (Бережани)
Колгоспник — колишня аматорська футбольна команда з міста Бережани.

## Відомості
У чемпіонському сезоні поступився оновленому бучацькому «Колгоспнику», який приймав гостей на стадіоні у м. Монастириська, з рахунком 0:5.

### Досягнення
- Чемпіон Тернопільської області: 1963, 1965.
- Володар Кубка Тернопільської області з футболу: 1962, 1963.